# Japonski komar
Japonski komar (znanstveno ime Aedes japonicus) je vrsta komarja, ki velja za eno svetovno najbolj razširjenih invazivnih vrst komarjev.
Japonski komar je vektor za različne vrste arbovirusov in dokazano prenaša virus Zahodnega Nila, pa tudi virus japonskega encefalitisa.
Odrasli osebki se zadržujejo predvsem v gozdnatih območjih in se hranijo predvsem podnevi. Ličinke imajo veliko toleranco do različnih koncentracij organskega materiala v naravnih in umetnih zadrževalnikih vode, zaradi česar je ta vrsta tako uspešna pri širitvi. K uspešnosti vrste pripomore tudi uspešnost preživetja v neugodnih okoljskih razmerah z diapavzo, in sicer na stopnji jajčeca na severnem delu razširjenosti ter na stopnji ličink na južnejšem delu razširjenosti.
Samice v življenju odložijo dve ali tri generacije jajčec. V vsakem ciklu samica odloži okoli 114 ± 51 jajčec.

## Podvrste
Znane so štiri podvrste japonskega komarja:
- Aedes japonicus japonicus Theobald, 1901
- Aedes japonicus shintienensis Tsai & Lien, 1950
- Aedes japonicus amamiensis Tanaka, Mizusawa & Saugstad, 1979
- Aedes japonicus yaeyamensis Tanaka, Mizusawa & Saugstad, 1979